# 姆賓達
姆賓達（法語：Mbinda）是剛果共和國的城鎮，由尼阿里省負責管轄，位於該國西部，毗鄰加蓬，海拔高度625米，是鐵路交通樞紐，來往莫安達的纜車線南端設於該鎮。